# 马梅德·伊斯肯杰罗夫
马梅德·阿卜杜勒奥格雷·伊斯肯杰罗夫（俄语：Мамед Абдул оглы Искендеров；1915年12月17日—1985年5月28日）阿塞拜疆人，苏联党和国家领导人，地质矿物学博士。曾任阿共巴库市委第一书记、阿塞拜疆苏维埃社会主义共和国部长会议主席，最高苏维埃主席团主席等职。

## 生平
- 1915年12月4日（格里历：12月17日）出生于沙俄伊丽莎白波尔省赞格祖尔区伊瓦兹利村的一个农民家庭。在家中五兄弟中排行老幺。
- 1929年-1932年，阿塞拜疆师范学院学习。
- 1932年-1935年，阿塞拜疆赞格祖尔地区一所中学的教师。
- 1935年-1940年，阿塞拜疆工业学院学习。
- 1941年-1943年，苏联红军服役。1943年加入联共（布）。
- 1943年-1945年，阿塞拜疆油田地质学家，苏联油田工作委员会第五、六届中央组织委员。
- 1945年-1947年，阿共（布）巴库市委石油工作委员会党委副书记。
- 1947年-1948年，阿共（布）巴库市列宁区委第一书记。
- 1948年-1949年，阿塞拜疆苏维埃社会主义共和国国家控制部副部长。
- 1949年-1951年，奥尔忠尼启则公司经理。
- 1951年-1953年，Azneft协会总工程师、副会长。
- 1953年-1954年，阿共巴库市委第一书记。
- 1954年-1959年7月，阿共中央书记处书记。1956年发表著作《石油开采与油气田开发》，获地质矿物学博士学位。
- 1959年7月-1961年12月，阿塞拜疆苏维埃社会主义共和国部长会议主席。
- 1961年12月-1969年12月，阿塞拜疆苏维埃社会主义共和国最高苏维埃主席团主席。
- 1969年12月-1971年，阿塞拜疆苏维埃社会主义共和国科学院深层油田研究所所长。
- 1971年-1974年4月，阿塞拜疆苏维埃社会主义共和国科学院深层油气田问题研究所实验室负责人。
- 1974年4月起退休。
- 1985年5月28日于巴库逝世，享年69岁。

伊斯肯杰罗夫是苏共19，22-23大代表，第22届中央候补委员，第23届中央审计委员，第4届苏联最高苏维埃联盟院代表，第5-7届苏联最高苏维埃民族院代表，第3-7届阿塞拜疆苏维埃社会主义共和国最高苏维埃代表。

## 荣誉
- 三次列宁勋章
- 二级卫国战争勋章